# Indultos federales en los Estados Unidos
Los indultos federales en los Estados Unidos solo pueden ser concedidos por el presidente de los EEUU, de acuerdo con la autoridad sobre la Constitución de los Estados Unidos para conceder "aplazamientos e indultos para ofensas contra los Estados Unidos". Los indultos se extienden a todas las ofensas criminales federales, excepto por casos de destitución, y conllevan formas variadas de clemencia, incluyendo la conmutación de penas o posponer una condena, remitir una multa o restitución, demorar la imposición de un castigo, y proveer amnistía a un grupo entero o una clase de individuos. El poder de indulto se extiende a casos involucrando a la corte marcial contra miembros de las Fuerzas Armadas de los Estados Unidos, incluyendo el Ejército, la Armada, la Fuerza Aérea, el Cuerpo de Marines, la Guardia Costera, y la Fuerza Espacial.
El presidente puede conceder los indultos por su propia voluntad o en respuesta a peticiones a través de la Oficina del Fiscal de Indultos (inglés: Office of the Pardon Attorney) del Departamento de Justicia de los Estados Unidos. El Fiscal de Indultos investiga y revisa aplicaciones de clemencia pero solo sirven en un papel consultivo; el presidente puede ignorar los resultados o totalmente circunvalar la oficina. Se considera el poder de indulto "plenario", y por consiguiente, generalmente no puede ser restringido o modificado por el Congreso o la Judicatura. En el caso Ex parte Garland (1866), la Corte Suprema de los Estados Unidos confirmó la naturaleza "ilimitada" de indultos federales (excepto por los casos de destitución) y expandió su alcance para incluir ofensas para las cuales procedimientos legales no han sido iniciados. Los indultos han sido usados para casos presuntos, lo más notable fue cuando el Presidente Gerald Ford indultó a Richard Nixon por algunos crímenes posibles en conexión con el escándalo Watergate; el efecto legal de ese tipo de "indultos abiertos" no ha sido determinado por la judicatura.
Un individuo puede decidir no aceptar un indulto, y en este caso no tiene efecto, según un veredicto de la mayoría de la Corte Suprema en Burdick v. United States (1915). En 2010, el tribunal de apelación del décimo circuito emitió un fallo que acepta que un indulto no constituye una confesión legal de culpabilidad, reconociendo el fallo anterior de la Corte Suprema como un dictamen autoritario.

## Base constitucional
El poder de indulto del presidente tiene base en el Artículo II, Sección 2, Cláusula 1 de la Constitución de los Estados Unidos, que provee que:

El Presidente […] estará facultado para suspender la ejecución de las sentencias y para conceder indultos tratándose de delitos contra los Estados Unidos, excepto en los casos de asuntos de responsabilidad política.

La Corte Suprema de los Estados Unidos ha interpretado la provisión para incluir el poder de conceder indultos, indultos condicionales, conmutaciones de pena, conmutaciones condicionales de pena, cancelaciones de multas y decomisos, aplazamientos, y amnistías.

## Definiciones
- Un indulto es una orden ejecutiva concediendo clemencia para una condena. Puede ser concedido "en cualquier momento" después de la perpetración de un crimen.[14] Según las regulaciones del Departamento de Justicia, las personas declaradas culpables pueden solicitar un indulto después de cinco o más años de empezar a purgar una pena.[1] Sin embargo, el poder de conceder indultos por parte del presidente no está restringido por ninguna limitación temporal excepto de que el crimen debe de haber sido cometido. Un indulto es una expresión del perdón del presidente y generalmente se concede en reconocimiento por la aceptación de la responsabilidad del crimen del solicitante y por el buen comportamiento por un periodo significativo de tiempo después de la declaración de culpabilidad o la compleción de la condena. No indica inocencia.[1] Su efecto práctico es la restauración de derechos civiles y la revocación o eliminación de discapacidades estatutarias de, por ejemplo, el derecho de arma de fuego, permisos ocupacionales, etcétera relacionados con o causados por una declaración de culpabilidad pasada. En casos más raros, como el del Indulto de Richard Nixon, un indulto puede detener el proceso judicial o las investigaciones, y previene una imputación, pero no se ha probado en la corte.
- Un aplazamiento es una postergación temporal de una condena.
- Una conmutación de pena es la mitigación de la pena de alguien cumpliendo una condena por un crimen conforme a una declaración de culpabilidad, sin anular la condena por sí misma.[1]

## Historia

### Origen y trasfondo
El concepto de un gobierno tener la autoridad de proveer alivio de pena criminal tiene raíces profundas y más amplias en la historia, incluidos en los principios y la práctica legal de los judíos, griegos, y romanos antiguos. El poder de indulto de la Constitución Estadounidense se originó de la larga tradición inglesa, la cual permitió que el monarca ejerza la "Prerrogativa real de merced" para retirar o proveer alternativas a la condena de muerte. La primera prerrogativa de merced fue emitida por el rey Ine de Wessex (688–725) y, durante el reinado del rey Enrique VIII (1509–1547), el parlamento lo declaró un derecho exclusivo de la Corona. Para el siglo XVIII, el poder ha sido restringido por el parlamento, para que pudiera abordar abusos potenciales, pero retenía su uso original, incluyendo en las Trece Colonias. Los legisladores de la Constitución Estadounidense fueron influidos directamente por la práctica inglesa.
Alexander Hamilton defendió el poder de indulto en The Federalist Papers, en particular en el ensayo 74 en el que discutió que tal poder "debe ser encadenado o avergonzado lo mínimo que sea posible" para garantizar "acceso fácil a excepciones a favor de culpable desafortunado". Hamilton también argumentó que encargar este poder al presidente solamente llevaría a su ejercicio más ventajoso, porque una única persona sería "una distribuidora más apta de la merced del gobierno que un grupo de hombres" quienes "podrían animarse en un acto de obstinación y podrían estar menos sensibles a la comprehensión de sospecha o censura para una clemencia insensata o afectada".
Dado el precedente histórico, la Convención Constitucional tuvo poco debate sobre la pregunta de consagrar un poder de indulto, ni el plan de Virgina ni de Nueva Jersey, los cuales estuvieron relacionados con la estructura del gobierno nuevo, trataron de indultos. Más bien, la mayoría de las discusiones y los desacuerdos se fijaban en cómo y dónde los indultos presidenciales podrían ser ejecutados. Hamilton propuso enmiendas al Plan de Virginia que otorgaría poder de indulto a una "autoridad ejecutiva" que podría ser ejecutado sobre "todas ofensas excepto la de traición", con un indulto para traición requiriendo la aprobación del Senado. El primer informe del Comité de Detalle (Committee of Detail) propuso permitir que el presidente coincidiera "aplazamientos e indultos", con la única excepción de que un indulto no sería permitido para defender en la corte por un proceso de destitución, que era similar de las restricciones inglesas de indultos reales.
El delegado de Virginia, Edmund Randolph, presentó una moción para reincorporar una excepción para casos de traición, debido a que ofrecer indultos en tales instancias "era demasiada confianza" que el presidente "puede ser culpable por sí mismo" y que los "traidores pueden ser sus propios instrumentos". Durante la Convención de Ratificación en Virginia, el codelegado de Virginia, George Mason, asimismo razonó en contra de la ratificación, en parte bajo el argumento de que "el presidente no debe tener el poder de indultar porque frecuentemente puede indultar crímenes los cuales él propio recomendó", que eventualmente lleva a que él "establece una monarquía y destroza la república". James Wilson de Pennsylvania argumentó que si el presidente fuera involucrado si mismo en conducto traicionero, podría ser destituido. James Madison expresó que el Senado debe ser consultado para indultos que traten de traición; Roger Sherman presentó una segunda propuesta para que se requiriera el consentimiento del Senado para todos los indultos, mientras los aplazamientos aplicarían solo hasta la sesión de Senado subsecuente. La moción de Randolph fue vencida al final por un voto de 8–2 (con un voto dividido), mientras la de Sherman fue vencida por un voto de 8–1.

#### Historia temprana
El poder de indulto fue usado por primera vez por George Washington en 1795 cuando concedió amnistía a los participantes de la rebelión del whiskey. Subsecuentemente indultos fueron emitidos por una variedad amplia de condenas y crímenes. Thomas Jefferson concedió amnistía a cualquier ciudadano condenado por un crimen bajo las Leyes de Extranjería y Sedición. Abraham Lincoln usó clemencia durante la guerra civil estadounidense para incentivar las deserciones del Ejército Confederado; en 1868, su sucesor Andrew Johnson indultó a Jefferson Davis, el presidente anterior de la Confederación, el cual fue quizá el indulto más controversial hasta este punto.
Hasta el primer término de Grover Cleveland (1885–1889), los indultos eran escritos a mano por el presidente; después de que las máquinas de escribir llegaron a ser usadas regularmente en la Casa Blanca, los indultos eran preparados por empleados administrativos, solo requiriendo que el presidente los firmara.

### Proceso moderno
Todas las peticiones para indultos federales son dirigidas al presidente que concede o niega la petición. Típicamente, las peticiones para indultos son enviadas para un análisis y una recomendación no vinculante por parte de la Oficina del Fiscal Abogado de Indultos del Departamento de Justicia de los Estados Unidos. El número de indultos y aplazamientos concedidos ha variado entre administraciones. Menos indultos han sido concedidos desde la Segunda Guerra Mundial.
Un indulto federal puede ser emitido:
- Antes del comienzo de un caso o una investigación legal
- Antes de la emisión de algunas imputaciones
- Para ofensas no especificadas
- Antes de una condena por un crimen federal[26]

El indulto amplio del expresidente Richard Nixon otorgado por el presidente Gerald Ford en 1974 para "todas las ofensas contra los Estados Unidos las cuales él, Richard Nixon, ha cometido o pudiera haber cometido, o participado en durante el periodo del 20 de enero de 1969 hasta el 9 de agosto de 1974" es un ejemplo destacado de un indulto federal de un periodo fijo que fue emitido antes de algunas imputaciones y que cubrieron ofensas federales no especificadas que pudiera o no haber sido cometidas. La eficacia legal de esta forma de indulto no ha sido probada en la corte.
El Departamento de Justicia normalmente requiere que cualquier persona haciendo una petición de indulto espere cinco años después de la declaración de culpabilidad o puesta en libertad antes de recibir un indulto. No obstante, esta política no obliga al presidente ni restringe su poder. La constitucionalidad de indultos abiertos, como el indulto de Nixon por Ford, nunca ha sido probada judicialmente en la Corte Suprema, y puede estar abierta a discusión.
Mientras se puede conceder la clemencia sin declarar una petición formal, en la mayoría de casos, la Oficina del Fiscal Abogado solo considera las peticiones de personas que han cumplido su condena y, además, han demostrado su habilidad de vivir responsablemente y productivamente por un periodo significativo antes de la declaración de culpabilidad o puesta en libertad.
En el caso de United States v. Wilson (1833), la Corte Suprema falló que un indulto podría ser rechazado por el presidiario. En Burdick v. United States (1915), la Corte dijo específicamente:

Las circunstancias pueden llevar a la inocencia bajo las penalidades de la ley. Si eso trajera consigo, fuga por confesión de culpabilidad implícita en la aceptación de un indulto puede ser rechazada, prefiriendo ser la víctima de la ley en vez de su transgresor culpable, prefiriendo incluso la muerte a tal infamia tan certera.

Las conmutaciones de pena (reducciones en la condena de prisión), a diferencia de los indultos (la restauración de derechos civiles después de cumplir una condena) no pueden ser rechazadas. En Biddle v. Perovich 274 U.S. 480 (1927), el sujeto de la conmutación no quería aceptar una vida en la prisión sino la restauración de la condena de muerte. La Corte Suprema dijo "Así como la condena original impondría sin consideración del consentimiento del preso y a pesar de su voluntad, si le gusta o no le gusta, el bienestar público, no su consentimiento, es lo que determina que se va a hacer."

### Limitaciones
Los indultos federales emitidos por el presidente solo aplican a ofensas federales; no aplican a ofensas estatales o locales o a demandas civiles privadas. Los gobernadores o un consejo estatal se encargan de los indultos para crímenes estatales.
El poder de conceder indultos por parte del presidente explícitamente no aplica "en casos de destitución". Significa que el presidente no puede usar un indulto para detener a un funcionario de ser destituido, o para deshacer los efectos de una destitución o condena".

#### Aceptación por el recipiente
En United States v. Wilson (1833), la Corte Suprema de los Estados Unidos falló que un indulto puede ser rechazado por el recipiente planeado y debe ser aceptado afirmativamente por las cortes. En este caso, George Wilson fue condenado por robar al Servicio Postal EEUU y fue sentenciado a muerte. Debido a la influencia de sus amigos, Wilson fue indultado por el Presidente Andrew Jackson, pero Wilson rechazó el indulto y la Corte Suprema sostuvo que su rechazo fue válido y la corte no podía obligar que él aceptara el indulto. Por consiguiente, el indulto debe ser introducido a la corte por "petición, moción, u otra forma" para ser considerado como un hecho y evidencia.
Según el Juez Adjunto Joseph McKenna, al escribir opinión de la mayoría en el caso de la Corte Suprema de los Estados Unidos Burdick v. United States, un indulto es "una imputación de culpabilidad y aceptación y confesión de la misma". Las cortes federales aún no han aclarado cómo esta lógica aplica a personas que ya fallecieron (por ejemplo Henry Ossian Flipper, a quien Bill Clinton indultó), personas exoneradas de sanciones como resultado de amnistías generales, y personas cuyas condenas son eximidas por una conmutación de pena (que no puede ser rechazada en sentido alguno de la palabra). Brian Kalt, un profesor de leyes en la Universidad Estatal de Michigan, declara que a veces (aunque raramente) los presidentes conceden indultos de acuerdo con inocencia, y argumenta que si un presidente emite un indulto porque cree que una persona es inocente, entonces aceptar el indulto no sería una admisión de culpabilidad.

#### Efectos residuales de convicciones
Un indulto presidencial restaura algunos derechos perdidos como resultado de la ofensa indultada y puede mermar, hasta cierto punto, el estigma que resulte de una condena, pero no borra ni elimina el récord de la propia condena. Por ende, una persona a que se le concede un indulto aún debe revelar ciertas condenas en algún formulario que requiera esta información aunque la persona puede también revelar que un indulto fue recibido. Además, porque la mayoría de debilidades civiles que resultan de una condena criminal, como la pérdida del derecho a votar y ostentar puestos estatales públicos, son impuestas por la ley estatal en vez de la federal, solo pueden ser eliminadas por acción estatal.

#### Autoindultos
La habilidad legal y constitucional de un presidente para indultarse a sí mismo o sí misma (autoindulto) es un asunto no resuelto. Durante el escándalo Watergate y poco antes de la resignación de Richard Nixon, el abogado de Nixon sugirió que un autoindulto sería legal, pero la Oficina del Consejero Legal (Office of Legal Counsel) emitió una opinión que concluyó que un presidente no puede indultarse "bajo la regla fundamental que nadie puede juzgar su propio caso". El memorándum de 1974 explica un escenario en el cual, bajo la Vigesimoquinta Enmienda a la Constitución de los Estados Unidos, el presidente se podría declarar incapaz de realizar sus deberes y podría nombrar al vicepresidente como presidente interino. El presidente interino podría indultar al presidente y "a partir de ahí el presidente podría dimitir o retomar los deberes de su cargo". El memorándum informal sobre Nixon solo abordó el autoindulto presidencial en 69 palabras sin citas, y carece de un análisis legal, y por eso no es autoritativo en este tema. El asunto se presentó de nuevo en 1998 durante el proceso de destitución de Bill Clinton.
El 22 de julio de 2017, el Presidente Donald Trump tuiteó "Mientras todos están de acuerdo que el Presidente de los EEUU tiene el poder entero de indultar, porque lo piensa cuando [el] único delito hasta ahora es FILTRACIONES contra nosotros. NOTICIAS FALSAS", que provocó una serie de artículos de noticia y comentario en el internet sobre la habilidad del presidente de indultar a parientes, asistentes, y posiblemente a él mismo en relación con la Investigación del fiscal especial de los Estados Unidos de 2017, que al final concluyó que no podría levantar cargos contra el Presidente Donald Trump en ese momento. The New York Times reportó que durante los días finales de la presidencia de Trump, él dijo a asistentes que consideraba indultarse.

##### Constitucionalidad del autoindulto
Las razones comunes en contra de los autoindultos incluyen los temas de juzgarse y llegar un trato para sí mismos , la naturaleza injusta del presidente estar por encima de la ley, las violaciones de la confianza pública, la inclusión de la palabra "conceder" ("grant" en inglés) en la cláusula relevante (uno no se puede conceder algo a sí mismo), y la definición de "indultar" (porque uno no se puede perdonar a sí mismo), y la insuficiencia de otras salvaguardas como consecuencias políticas. No obstante, tales razones han sido disputadas, y debido a que la Corte Suprema ha emitido fallos constitucionales que afirmaron el poder "ilimitado" del indulto presidencial , una enmienda constitucional o un decisión de la Corte Suprema al tema del autoindulto sería requerida para resolver la constitucionalidad de un autoindulto.
Algunos problemas constitucionales del poder de indulto han sido planteados en la Corte Suprema múltiples veces. En el caso Ex parte Garland (1867), la mayoría de la Corte Suprema falló:

El poder otorgado así es ilimitado, con la excepción expresada. Se extiende a cada ofensa conocida por la ley, y puede ser ejercida en algún momento después de su comisión, o antes de que el proceso judicial haya comenzado, o durante su presidencia, o después de la condena y el juicio. Este poder del presidente no está sujeto a control legislativo. El Congreso no puede limitar el efecto del indulto ni excluir de su ejercicio ninguna clase de delincuentes. La prerrogativa de merced benigna reposada en el no puede ser restringida por ninguna restricción legislativa.

En Marbury v. Madison, el Presidente de la Corte Suprema John Marshall escribió sobre los poderes presidenciales que:

Al presidente se le otorgan algunos poderes políticos […] en los cuales debe usar su discreción, y es responsable solo ante su país en su carácter político, y sobre su propia conciencia. […] Cualquier opinión puede ser contemplada en la manera en la cual la discreción ejecutiva puede ser usada, aún así no existe, y no puede existir, poder alguno para controlar esta discreción. […] [L]a decisión del ejecutivo es conclusiva.

No obstante, los abogados Laurence Tribe, Richard Painter, y Norm Eisen han sugerido que los autoindultos presidenciales están excluidos por la Tercera Sección, Cláusula Séptima: Sentencias tras las acusaciones formuladas contra altos cargos de la Constitución, mientras Philip Bobbitt y otros académicos legales han sugerido que los autoindultos estarían excluidos por el requerimiento que el presidente "cuidará de que las leyes se ejecuten puntualmente" en el Artículo II, Tercera Sección de la Constitución o por las Cláusulas del Debido Proceso de la Quinta y la Decimocuarta Enmienda. La Cláusula de Sentencias tras las acusaciones formuladas contra altos cargos declara "El juicio en casos de destitución no se extenderán más que la remoción del cargo, y descalificación de ostentar y disfrutar de ningún cargo de honor, confianza, ni beneficio a cargo de los Estados Unidos: pero la parte condenada aun así será responsable y sujeto a imputación, juicio, y condena, según la ley". La Oficina de Consejero Legal del Departamento de Justicia emitió una opinión en 2000 que concluyó que es constitucional imputar y juzgar a un expresidente por las mismas ofensas por las cuales el presidente fue desaforado por la Cámara de Representantes y exonerado por el Senado.

## Uso controversial
El poder del indulto fue controversial desde su inicio. Muchos de los antifederalistas recordaban ejemplos de abusos reales del poder del indulto en Europa, y avisaron que lo mismo pasaría en la nueva república. Críticos, como los antifederalistas, han razonado que los indultos han sido usados más frecuentemente por el bien de la conveniencia política que para corregir errores judiciales.
En el siglo XVIII, George Washington concedió el primer indulto federal de perfil alto a líderes de la rebelión del whiskey en su primer día en el puesto.
En el siglo XIX, Andrew Johnson emitió indultos extensos de miles de funcionarios y plantilla militar confederada después de la guerra civil estadounidense.
El 8 de septiembre de 1974, Gerald Ford indultó al expresidente Richard Nixon por mala conducta oficial, la cual causó el escándalo Watergate. Las encuestas mostraron que una mayoría de estadounidenses desaprobaron el indulto, y la aprobación pública de Ford se cayó después.
Otros usos controversiales entre el público incluyen:
- Jimmy Carter dio amnistía a los desertores de la época de la guerra en Vietnam en su segundo día en el puesto, el 21 de enero de 1977.[53]
- George H. W. Bush indultó a 75 personas, incluyendo 6 de la administración de Reagan, acusadas o condenadas en conexión con el escándalo Irán-Contra.
- La conmutación de condenas de 16 miembros de las Fuerzas Armadas de Liberación Nacional por Bill Clinton en 1999.[54]

En el siglo XXI, los indultos por parte de Clinton de 140 personas en su último día en el puesto, el 20 de enero de 2001, incluyendo el prófugo multimillonario Marc Rich y su medio hermano Roger Clinton, fueron criticados considerablemente. 
El presidente Donald Trump emitió su primer indulto al exalguacil de Arizona, Joe Arpaio, en el 25 de agosto de 2017; Arpaio había sido condenado de desacato criminal en la corte federal. El indulto de Arpaio fue relativamente inusual debido a que fue emitido tempranamente en la presidencia de Trump. Se encontró con críticas de opositores políticos. El 25 de noviembre de 2020, Trump anunció vía Twitter que había indultado a su exconsejero de seguridad nacional, el general retirado Michael Flynn. Flynn se había declarado culpable de un delito de falsificación de declaración al FBI, una ofensa que provocó a Trump para despedir a Flynn como su consejero de seguridad nacional 23 días después de asumir el puesto. El 23 de diciembre de 2020, Trump indultó a 26 amigos y aliados, incluyendo su viejo aliado Roger Stone, el exdirector de la campaña Paul Manafort, y Charles Kushner, el padre de su yerno.
El 1 de diciembre de 2024, durante su periodo como presidente saliente, el presidente Joe Biden emitió un indulto "completo e incondicional" a su hijo Hunter Biden que había sido condenado por cargos federales de evasión de impuestos y de armas. El indulto también incluyó algunos delitos federales potenciales que Hunter Biden hubiera cometido "del 1 de enero de 2014 al 1 de diciembre de 2024". Fue un revés a sus promesas anteriores de que no usaría el poder del indulto para su hijo. En su declaración, dijo que Hunter había estado "procesado selectiva e injustamente".
En diciembre de 2024, Joe Biden conmutó las condenas de 37 de 40 individuos en el corredor de la muerte federal, reduciendo sus condenas a la cadena perpetua.
El 20 de enero de 2025, solo horas antes del fin de su administración, Joe Biden indultó al exdirector del Instituto Nacional de Alergias y Enfermedades Infecciosas Anthony Fauci, el general retirado Mark Milley, y miembros de la comisión que investigó el asalto al Capitolio del 6 de enero de 2021. En sus últimos minutos como presidente, Biden también indultó cinco miembros más de su familia incluyendo su hermano menor James Biden y su esposa Sarah, hermano menor Francis, y hermana menor Valerie Biden Owens y su esposo John Owens.
También en el 20 de enero de 2025, el recientemente inaugurado presidente Donald Trump indultó a casi 1,600 personas acusadas y condenadas de acciones ilegales el 6 de enero de 2021, ignorando la Oficina del Fiscal Abogado de Indultos. Según el testimonio de Elizabeth Oyer, el Fiscal Abogado de Indultos en ese momento, dado el 7 de abril de 2025, "No es algo en que habíamos pedidos hacer en este contexto, y de hecho, no es algo que la Oficina, a la fecha de mi salida, había pedido hacer en absoluto en el contexto de otorgamientos de clemencia de esta administración". Aunque los presidentes no están obligados a consultar con el Fiscal Abogado de Indultos cuando emiten un indulto, la naturaleza violenta de las imputaciones del 6 de enero, sumado con los antecedentes penales de los acusados y condenados, ha llevado al Senate Committee on the Judiciary (Comité del Judiciario del Senado de los Estados Unidos) a que preguntara formalmente al Departamento de Justicia, que está bajo la dirección de Pamela Bondi, para preguntar si el Departamento está en violación de sus propias directrices—y fallando en asegurar la seguridad pública—al facilitar estos indultos.
A mediados de marzo de 2025, el Presidente Trump desafió la validez de alguno de los indultos de su predecesor, Joe Biden, declarando incorrectamente que fueron anulados porque Biden usó una máquina para firmar.

## Uso simbólico
Un uso simbólico del indulto presidencial es la Presentación del Pavo de Acción de Gracias nacional en noviembre, en que un pavo doméstico está exonerado de ser matado para la cena de Acción de Gracias y está permitido de pasar su vida en una granja.